# Eumeswil
Eumeswil è un romanzo del 1977 dell'autore tedesco Ernst Jünger. La narrazione è ambientata in un mondo post-apocalittico, in una zona identificabile, grossomodo, con l'attuale Marocco. Oggetto del romanzo sono le vicende di Martin (Manuel) Venator, uno storico della città-stato di Eumeswil, che svolge anche un lavoro part-time nel bar notturno del tiranno locale, il Condor.

## Trama
Sopravvissuta al crollo delle Grandi Potenze Mondiali e alla devastazione dei Grandi Incendi, Eumeswil è una città con il deserto alle spalle e il mare davanti a sé: la domina il Condor, tiranno assoluto che si circonda di una corte raffinata e si appoggia ai consigli del fidato medico Attila, esperto di genetica. A raccontare le vicende della città utopica è Martin Venator, storico di giorno e barista notturno nella casbah di Eumeswil: spirito profondamente libero, osserva come un entomologo e giudica i personaggi di un mondo alla fine del mondo, mentre aleggia su tutto il pericolo di un rivolgimento politico e risuona l'annuncio di una grande mutazione biogenetica.

## Tematica
Il tema chiave del romanzo è la figura dell'Anarca, l'individuo interiormente libero che vive tranquillamente e spassionatamente all'interno della società e nel mondo, senza farsi dominare dalle dinamiche del potere. L'Anarca è una figura ideale metafisica, pensata da Jünger che, nel dipingerne le peculiarità, fu fortemente influenzato dalle tematiche che permeano l'opera del filosofo tedesco Max Stirner, L'Unico e la sua proprietà.

## Edizioni
- (DE)  Ernst Jünger, Eumeswil, Klett-Cotta, Stuttgart 1977
- (FR)  Ernst Jünger, Eumeswil traduit de l'allemand par Henri Plard, Editions de la Table Ronde, Paris 1978
- (IT)  Ernst Jünger, Eumeswil: romanzo, traduzione dal tedesco di Maria Teresa Mandalari; note critiche di Alfred Andersch e di Maria Teresa Mandalari, Rusconi, Milano 1980
- Ernst Junger, Eumeswil, traduzione di Maria Teresa Mandalari, Guanda, Parma 2001